# Chloeia rosea
Chloeia rosea är en ringmaskart som beskrevs av Thomas Henry Potts 1909. Chloeia rosea ingår i släktet Chloeia och familjen Amphinomidae. Inga underarter finns listade i Catalogue of Life.